# فرودگاه بریا
فرودگاه بریا (به انگلیسی: Bria Airport) یک فرودگاه همگانی با کد یاتا BIV است که یک باند فرود خاک رس دارد و طول باند آن ۱۸۰۰ متر است. این فرودگاه در شهر بریا کشور جمهوری آفریقای مرکزی قرار دارد و در ارتفاع ۶۰۲ متری از سطح دریا واقع شده‌است.